# Мой криминальный дядюшка
«Мой криминальный дядюшка» (англ. Stealing Harvard) — фильм 2002 года, в главных ролях Том Грин, Джейсон Ли, Лесли Манн и Деннис Фарина.

## Сюжет
Джон и Дафф — приятели, разные по характеру. Джон получает известие, что его племянница поступила в Гарвардский университет, и он должен как можно быстрее заплатить за её обучение в течение первого года около 30 тысяч долларов. Но эти деньги ему нужны для другой цели — он хочет жениться и купить собственный дом. Друзья решают во что бы то ни стало раздобыть необходимую сумму… за 14 дней.

## В ролях
| Актёр           | Роль                |
| --------------- | ------------------- |
| Джейсон Ли      | Джон Пламмер        |
| Том Грин        | Уолтер «Дафф» Даффи |
| Лесли Манн      | Элайн Уорнер        |
| Деннис Фарина   | мистер Уорнер       |
| Ричард Дженкинс | судья Эмметт Кук    |
| Джон Макгинли   | детектив Чарльз     |
| Тэмми Бланчард  | Норин Пламмер       |